# تارة أليشا بيري
تارة أليشا بيري هي ممثلة هندية، ولدت في 19 مايو 1988 بمومباي في الهند.

## وصلات خارجية
- تارة أليشا بيري على موقع IMDb (الإنجليزية)
- تارة أليشا بيري على موقع قاعدة بيانات الفيلم (الإنجليزية)